# 739
739(칠백삼십구)는 738보다 크고 740보다 작은 자연수다.

## 수학
- 131번째 소수(素數)다. 앞의 소수는 733, 다음 소수는 743이다.
  - 32번째 슈퍼 소수로, 739의 소수 순번인 131도 소수다. 앞의 슈퍼 소수는 709, 다음은 773이다.
- {\displaystyle 15^{18}-1}은 739로 나누어떨어진다.

## 과학
- NGC 739(영어판): 삼각형자리 방향에 있는 나선은하.

## 교통

### 항공
- 플라잉 타이거 라인 739편 실종 사건(영어판)

### 철도
- 서울 지하철 7호선 상도역의 역번호.

### 도로
- 현도 제739호선

## 군사
- 739 해군 항공대(영어판): 과거 존재한 영국의 해군 항공대.
- U-739(영어판): 제2차 세계 대전에 사용된 나치 독일의 군용 잠수함.

## 문화유산
- 대한민국의 보물 제739호: 고희 초상 및 문중유물

## 기타
- 연도: 739년, 기원전 739년
- 도봉산의 높이는 739.5m다.